# Солгонский сельсовет
Солго́нский сельсове́т — муниципальное образование (сельское поселение) в Ужурском районе Красноярского края. Административный центр поселения — село Солгон.

## География
Солгонский сельсовет находится южнее Ачинска, на юго-западе Красноярского края, северо-восточнее районного центра.

## История
Солгонский сельсовет наделён статусом сельского поселения в 2005 году.

## Население
| 2010 | 2012  | 2013  | 2014  | 2015  | 2016  | 2017  |
| ---- | ----- | ----- | ----- | ----- | ----- | ----- |
| 2466 | ↘2395 | ↗2397 | ↘2378 | ↘2361 | ↗2369 | ↗2380 |

Гендерный состав
По данным Всероссийской переписи населения 2010 года 4 мужчины и 1302 женщины из 2466 чел.

## Состав сельского поселения
| № | Населённый пункт | Тип населённого пункта       | Население |
| - | ---------------- | ---------------------------- | --------- |
| 1 | Изыкчуль         | деревня                      | 275       |
| 2 | Набережная       | деревня                      | 72        |
| 3 | Солгон           | село, административный центр | 1345      |
| 4 | Тарханка         | деревня                      | 278       |
| 5 | Терехта          | деревня                      | 184       |
| 6 | Яга              | деревня                      | 312       |